# Орчо воєвода
Орчо воєвода (болг. Иван Маринов Парпулов) — болгарський гайдук, воєвода, революціонер, учасник декількох повстань проти османського гноблення Болгарії.

## Життєпис
Народився 1829 року в Панагюриште. Відомості про ранні роки життя вкрай малі. Відомо, що 1843 року він став помічником паламаря у церкві, священик його навчив читати та писати. Він зміг тоді прочитати заборонену книгу з слов'яно-болгарської історії, звідки він узнав про історичну велич Болгарії та гноблення її Османською імперією.

### Початок гайдуцтва
Через це він, взнавши про наявність у районі Центрального Балкана гайдуцької чети, пішов її розшукувати аби приєднатись до їхньої боротьби. Після тривалого блукання він знайшов чету з 8 гайдуків і доєднався до неї, пробувши там 8 місяців.

### Під час Кримської війни
Коли він дізнався, що почалася війна між Російською імперією та Османською імперією (Кримська війна 1853-56 років), хоча і був наймолодшим в четі, вмовив інших гайдуків погодитися їхати в Росію і боротися там проти османів. Після складного пішого двомісячного переходу через гори Старої Планини, Румунію та вздовж узбережжя Чорного моря, гайдуки досягли Скадовська, де формувались добровольчі підрозділи царської російської армії. Там вони зустрілися й з іншими болгарами. Більшість з болгар прикладали великий палець замість підпису в кінці своєї заяви, що вони хочуть стати добровольцями. Іван, однак, підписався буквами, і це справило враження на російського офіцера. Завдяки цьому Івану одразу надали чин єфрейтора і його призначили командиром над 16-ма вояками. Після лише одного тижня підготовки їх відправили на фронт. Там вони дізналися, що будуть воювати не тільки проти османів, але й проти британців та французів. Під час великого наступу їх проти російських військ у 1855 році у Севастопольській бухті Іван разом з підлеглими відбили 4 атаки переважаючих їх за чисельністю супротивників. За це Івана призначили унтер-офіцером та нагородили Георгіївським хрестом.

### Революційна діяльність
Після Кримської війни Іван відбув до Молдови, а через деякий час до Румунії. Там він ввійшов до Болгарського революційного центрального комітету, який на той час очолював Георгій Раковський. Готували всеосяжне повстання проти османського гноблення, 1875 року Івана призначили членом таємної поліції комітету і сотником, командиром чети (болг. четоводец-стотник). Під час Квітневого повстання Іван був спочатку у четі Георгія Бенковського, але потім самостійно керував битвою при селищі Стрелча. На чолі 80 повстанців, які були озброєні застарілими рушницями, він разом з побратимами 6 днів відбивав напади 300 османських вояків та двічі водив своїх у контратаку. З того часу його прозвали «Орчо воєводою». Загадкою є те, як з'явився такий псевдонім, адже у болгарській мові немає слова «Орчо». Міркують, що спочатку це було «Борчо» від борець або поборник, а через деякий час перша буква просто відпала.
Після придушення Квітневого повстання його в горах захопили османи та засудили до довічного ув'язнення в Гевалі — селі на південному березі озера Ван, яке розташовано у східній частині Малої Азії — у Східній Анатолії. По дорозі зробив першу, невдалу спробу втекти, але другого разу таки втік. На узбережжі Чорного моря одного разу вночі захопив рибальський човен і попрямував на свою батьківщину. Однак його перестрінув османський військовий корабель, і Орчо знову відправили відбувати вирок. Його звільнили за амністією 1878 року.

### Після звільнення Болгарії
Він повернувся до Болгарії і саме тоді стало відомо про рішення Берлінського конгресу, який віддав під владу Османської імперії велику частину історичної Болгарії — регіони південніше від Балканського хребта, які склали османську провінцію Східна Румелія. Орчо зібрав кілька старих знайомих з часів свого гайдуцтва і взяв участь в організації Кресненсько-Разлозького повстання, яке успіху не мало.
Його остання участь у бойових діях відбулася 1885 року, коли Сербія напала на Болгарію. Тоді він жив у селищі Владая. Натягнувши пошарпану стару військову форму він заклшикав селян свого селища та навколишніх районів до боротьби та зібрав 90 добровольців. В ніч на 4 листопада 1885 року вони прибули до Сливниці. Озброїли їх тією зброєю, що залишилися від російсько-турецької війни, і кожному дали по 100 патронів. Відправили їх відстоювати позиції проти сербського полку, солдати якого мали сучасні гвинтівки та ще й 22 гармати. Крім того, болгари не мали ніякої їжі. Тоді Орчо підняв їх в атаку, сказавши, що успішні дії призведуть до того, що їжа та питво супротивника будуть їхніми. Бій був тяжким, Орчо отримав рани в чотирьох місцях тіла. Після тривалого лікування йому вдалося відновитися, хоча і не повністю.

### Останні роки
У 1908 році його односельці схотіли обрати його за мера, але Орчо на це відповів, що не пристане на таку роботу, адже протягом всього життя був просто вояком.
Орчо воєвода помер 5 листопада 1911 року на 82 році життя.

## Пам'ять про Орчо воєводу
На честь воєводи назвали вулицю в Софії, стадіон в Панагюриште. У цьому місті поставили пам'ятник Орчо воєводі. Катя Зографова присвятила йому свій об'ємний літературний твір «Орчо воєвода або перетворення болгарських героїв» (болг. "Орчо войвода или преображенията на българското юначество" (2006, I и II изд.)).